# Ingwë
Ingwë je izmišljen lik iz Tolkienove mitologije, serije knjig o Srednjem svetu britanskega pisatelja J. R. R. Tolkiena.
Omenjen je kot kralj svetlih vilinov in stric Indis, žene Finwëja. Veljal je za visokega kralja vseh vilinov.